# Typhaceae
Familia Typhaceae (în latină) sau familia tifaceelor (în română) cuprinde plante erbacee perene răspândite în bălțile și mlaștinile din zona tropicală și temperată. Aparține ordinului  Poales. În nămol au rizom repent (târâtor), gros, noduros, de pe care se ridică emers o tulpină simplă neramificată, cilindrică, erectă, plină cu măduvă, de obicei prevăzută cu frunze lungi, liniare, cărnoase, vaginate, dispuse biseriat.
La vârful tulpinii se află florile unisexuate, grupate într-un spic mascul și spic femel, spicul este gros, cilindric și compact, prevăzut la bază cu o bractee caducă. În vârful inflorescenței se găsesc florile mascule, iar la bază florile femele. Toate florile, atât cele mascule cât și cele femele, sunt lipsite de învelișuri florale, sau dacă se află sunt numai sub formă de perișori. Floarea masculă posedă 5—2 stamine libere, sau unite prin filamente, la bază cu numeroși perișori. Floarea femelă este redusă la un ovar fertil superior, pedicelat (ginofor, respectiv carpofor), unilocular și uniovulat, cu stil lung, persistent și stigmat filiform, sau îngroșat la vârf, alături de câteva ovare sterile. Floarea femelă este de asemenea înconjurată de perișori lungi, care ajung aproximativ până la nivelul stigmatului. Formula florală: ♂P0A5-2; ♀P0G1. Polenizarea anemofilă. Fructele sunt achene mici, monosperme, cu perișori la bază care-i asigură răspândirea prin vânt.
Cuprinde un singur gen - Typha, papura - cu câteva specii erbacee răspândite în mlaștinile din zona tropicală și temperată. Recent în această familie a fost inclus genul Sparganium.
În România vegetează 6 specii de papură dintre care mai frecvent întâlnite sunt Typha latifolia și Typha angustifolia vegetând prin ape stagnante și lin curgătoare - locuri băltoase, mlăștinoase, brațele moarte ale râurilor, în Delta Dunării etc.
Typha latifolia, papura lată, plantă înaltă de aproximativ 2 m, cu frunzele late până la 2 cm. Spicul din vârful tulpinii este de 2—2,5 cm grosime, cilindric, mai târziu de culoare brună, deasupra se află spicul mascul.
Typha angustifolia, papura îngustă, se deosebește de Typha latifolia numai prin frunzele mai înguste   și   spicele   mascule   îndepărtate   de   cele   femele cu   câțiva   cm. 
Frunzele se întrebuințează ca material de împachetat, împletit coșuri, rogojini, dogărit etc., precum și la obținerea celulozei, la fabricarea hârtiei și ca furaj însilozat. Rizomii bogați în amidon, grăsimi și proteine pot fi industrializați.